# Alewya
 (février 2023).
Alewya, nom de scène de Alewya Demmisse, est une auteure-compositrice-interprète, productrice de musique, artiste multidisciplinaire et mannequin britannique.

## Biographie
Alewya Demmisse naît en Arabie saoudite d'un père égyptien d'origine soudanaise et d'une mère éthiopienne. Elle est élevée au Soudan avant que sa famille ne déménage au Royaume-Uni en tant que réfugiée à l'âge de cinq ans, puis grandit dans l'ouest de Londres. Elle est fortement influencée par ses racines africaines et arabes. Son nom signifie « la plus élevée » en amharique,.
Elle sort son premier single, « Sweating », à la mi-2020. La chanson est produite par le duo de production britannique et ghanéen Busy Twist, mixée et masterisée par Shy FX. Elle fait ensuite une apparition dans le morceau « Where's My Lighter » de Little Simz.
Le site web de divertissement britannique NME inclut Demmisse dans la cinquième édition de la sélection The NME 100: Essential emergent artists for 2021.
Le deuxième single de l'artiste, « The Code », sort le 17 mars 2021. Il s'agit d'un disque collaboratif avec le batteur, producteur et compositeur britannique Moses Boyd, qui joue également dans la vidéo de performance en direct de la chanson,.
À l'été 2021, elle accompagne la rappeuse Little Simz lors d'une tournée à travers le Royaume-Uni.
Alewya Demmisse est également sculptrice et illustratrice. En mars 2021, elle joue dans Tall Are the Roots, un court métrage réalisé par Fenn O'Meally pour Byredo.
En novembre 2021, Alewya interprète « Ethiopia », un morceau de son EP Panther in Mode sur A Colors Show.

## Activité dans le secteur de la mode
Alors qu'elle danse sur le tournage du film Kids in Love, elle est découverte par Cara Delevingne, qui la fait signer dans son agence de mannequins. À l'époque, Demisse est alors acceptée au King's College pour étudier les mathématiques et la philosophie et travaille comme serveuse et assistante marketing avant le début du semestre. Elle est présentée comme « l'obsession du nouveau modèle » par Vogue en septembre 2014, et ses agences sont alors Women à New York et Storm à Londres.
Elle défile sur le podium de DKNY lors de la Mercedes-Benz Fashion Week Spring 2015 en septembre 2014.

## Discographie

### EP
- Panther in Mode (2021)[14],[15]

### Singles
- « Sweating » (2020)[16]
- « The Code » (2021)[17]
- « Jagna » (2021)[18]
- « Sprit_X » (2021)[19],[20]
- « Play » (2021)[21]